# Cambarellus texanus
Cambarellus texanus är en kräftdjursart som beskrevs av Albaugh och Black 1973. Cambarellus texanus ingår i släktet Cambarellus och familjen Cambaridae. IUCN kategoriserar arten globalt som livskraftig. Inga underarter finns listade i Catalogue of Life.